# サイモン拓海
サイモン 拓海（サイモン たくみ、2000年3月10日 - ）は、日本及びグアムの男子プロバスケットボール選手である。ポジションはシューティングガード。B.LEAGUEのベルテックス静岡所属。FIBAでの表記は「Takumi (Gabriel) FUKUDA (SIMON)」。

## 来歴
兵庫県で生まれ、グアムに移住し高校まで過ごした後、サンタクララ大に進学。
2015年より各年代のグアム代表に選出され、2018年には3×3、2019年からは5人制フル代表にも選ばれている。
2022年、信州ブレイブウォリアーズに加入。
2024年6月13日、ベルテックス静岡に移籍した。